# Exor
Exor N.V. (già Exor S.p.A.) è una holding finanziaria olandese controllata dalla famiglia italiana Agnelli. Con una capitalizzazione di quasi 17 miliardi di euro (2021), un Net Asset Value (NAV) intorno ai 38 miliardi di euro, e un fatturato di oltre 44 miliardi, riassume una storia imprenditoriale fatta di oltre un secolo di investimenti. Nel 2023 risulta il 317º gruppo al mondo per fatturato nella Fortune Global 500 dello stesso anno, e alla 1963ª posizione delle compagnie più influenti al mondo della Forbes Global 2000.
Fondata nel 1927 come Istituto Finanziario Industriale e rinominata nel 2009 (dopo essere stata fusa con IFIL Investments) in Exor, prende il nuovo nome dalla società francese (allora proprietaria di maggioranza di Perrier e della tenuta di Château Margaux) acquisita nel 1992. Exor realizza investimenti con orizzonte di lungo termine in società internazionali, prevalentemente in Europa e negli Stati Uniti.
Oltre al gruppo automobilistico Stellantis, i principali investimenti di Exor includono anche la compagnia di capital good CNH Industrial, la casa automobilistica Ferrari, la società calcistica Juventus, il settimanale The Economist e il gruppo editoriale GEDI, quest'ultimo proprietario a sua volta dei quotidiani la Repubblica, La Stampa e Il Secolo XIX, di una catena di quotidiani locali e di varie emittenti radiofoniche.
Quotata nell'indice FTSE MIB della Borsa Italiana fino al settembre 2022, ora è quotata solo alla Borsa di Amsterdam.
A maggio 2023 viene annunciato il lancio della compagnia di gestione di investimenti, Lingotto, interamente di proprietà di Exor e con sede a Londra.

## Storia

### Fondazione
La società è stata fondata il 27 luglio 1927 con il nome di Istituto Finanziario Industriale (IFI) dal senatore Giovanni Agnelli allo scopo di riunificare sotto un'unica società le varie partecipazioni da lui acquisite, principalmente in settori industriali.
Nel 1957 IFI ha acquisito il controllo dell'Istituto Commerciale Laniero Italiano, che svolgeva attività nel settore finanziario, in particolar modo nel settore tessile e della lana. Nel 1963 ha esteso le proprie operazioni al sistema bancario ed è passata a chiamarsi Istituto Bancario Italiano Laniero. Tre anni dopo, avendo ceduto l'attività bancaria a Banca Subalpina, la denominazione muta in Istituto Finanziario Italiano Laniero (IFIL), rivestendo un ruolo parallelo a quello di IFI e svolgendo attività di gestione di investimenti analoghe.

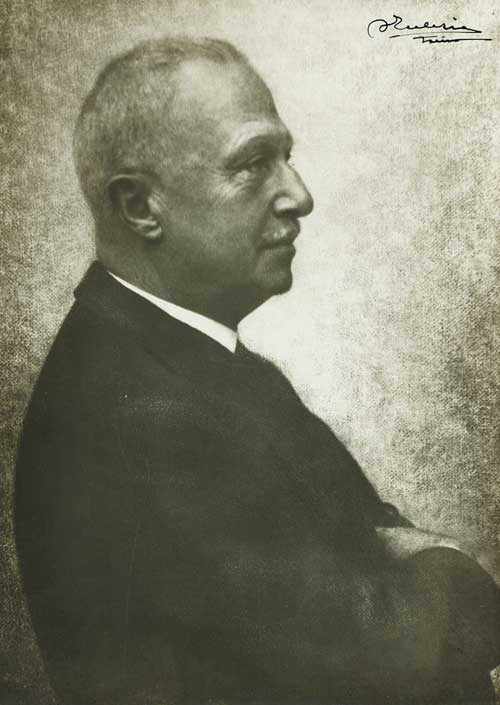
Giovanni Agnelli

Dalla sua nascita ha realizzato investimenti, prevalentemente in Europa e Stati Uniti, in diverse società tra cui Unicem, Toro Assicurazioni, La Rinascente, Cinzano, Club Med, Alpitour e 3M.

### Quotazione alla Borsa di Milano
Quotata alla Borsa di Milano nel 1968 mediante un'offerta pubblica di vendita che ebbe un grande successo ma che riguardava solo azioni privilegiate, la holding finanziaria è sempre stata controllata tramite l'accomandita Giovanni Agnelli e C. dalle famiglie Agnelli e Nasi, dirette discendenti del senatore Giovanni Agnelli.
Fino al 2003, ovvero prima del riassetto deciso da Umberto Agnelli, a IFI S.p.A. facevano capo tutte le principali partecipazioni del gruppo; dopo il riassetto del 2003, la finanziaria di partecipazioni IFIL S.p.A. mutò denominazione in IFIL Investments e da quel momento assunse tutte le partecipazioni dell'IFI con l'eccezione di Exor Group, diventando di fatto la vera holding operativa del gruppo.

### Fusione di IFIL in IFI e cambio di denominazione
Nell'ottica di semplificare la catena di controllo di Fiat Group, le assemblee straordinarie delle due società, tenutesi il 1º dicembre 2008, hanno deliberato la fusione per incorporazione di IFIL Investments in IFI. L'atto di fusione è stato stipulato il 20 febbraio 2009 e ha avuto effetti civilistici dal successivo 1º marzo, mentre gli effetti contabili e fiscali hanno avuto effetto retroattivo dal precedente 1º gennaio. Contestualmente la società ha cambiato denominazione in Exor S.p.A., il cui nuovo nome proviene dalla società francese (allora socio di maggioranza dell'acqua Perrier e della tenuta Château Margaux) acquistata nel 1992.
L'impresa familiare Giovanni Agnelli B.V. detiene il 52,01% del capitale sociale.
Nel 2013 Exor ha semplificato la struttura del suo capitale, che è ora composto da una sola classe di azioni (ordinarie).
Exor, che ha registrato una perdita di 12,225 miliardi di dollari statunitensi (pari a oltre 10 miliardi di euro) e un utile di 838 milioni di euro al 30 giugno 2021, al 31 luglio 2020 è la seconda società nei Paesi Bassi per fatturato. Al 2 agosto 2021 si posiziona al numero 37 della classifica Fortune Global 500: ha perso nove posizioni, registrando un calo di fatturato del 16,3%, con 136,185 (162,754 nel 2020) miliardi di dollari (pari a oltre 114 miliardi di euro) e un dimezzamento dei profitti in calo del 101% soprattutto per via del consolidamento di FCA Italy, poi confluita in Stellantis.
| Anno           | 2011 | 2012 | 2013 | 2014 | 2015 | 2016 | 2017 | 2018 | 2019 | 2020 | 2021 | 2022 | 2023 |
| -------------- | ---- | ---- | ---- | ---- | ---- | ---- | ---- | ---- | ---- | ---- | ---- | ---- | ---- |
| Posizionamento | 83°  | 45°  | 26°  | 24°  | 19°  | 19°  | 20°  | 19°  | 24°  | 28°  | 37°  | 293° | 317° |

### Trasferimento ad Amsterdam
A luglio 2016 viene annunciato lo spostamento della sede di Exor ad Amsterdam, nei Paesi Bassi, che avviene l'11 dicembre dello stesso anno attraverso la fusione per incorporazione di Exor S.p.A. in Exor Holding N.V. che viene ridenominata Exor N.V.; il titolo azionario della holding rimane quotato sul mercato telematico di Piazza Affari.
Il 29 luglio 2022 viene annunciato il trasferimento della quotazione da Piazza Affari a Euronext Amsterdam. Il 12 agosto 2022 Exor è stata ammessa alla negoziazione su Euronext Amsterdam.

## Holding
Il portfolio di Exor è principalmente costituito da diverse società di cui è la principale azionista. Inoltre, la holding gestisce anche diversi investimenti suddivisi in quattro categorie: Private, per aziende non quotate in borsa; Public, per aziende quotate in borsa; Seeds, per società in early e late stage; e Alliance, attraverso la partnership imprenditoriale NUO.

### Società controllate

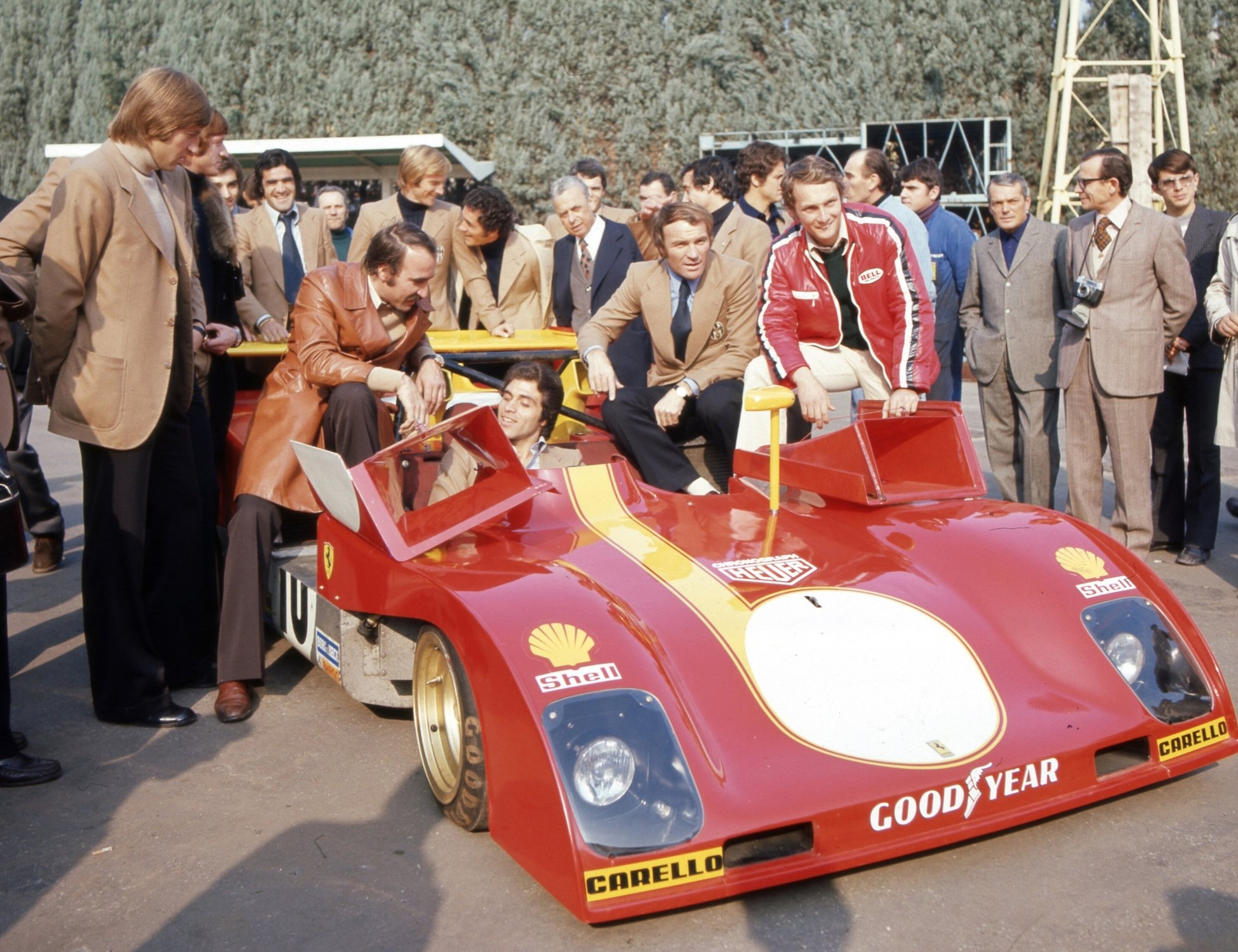
La in visita alla Ferrari, 3 novembre 1973: sia la squadra di calcio di Torino, dal 1923, sia la casa automobilistica di Maranello, dal 1969, fanno storicamente parte degli interessi della famiglia Agnelli.

Dati aggiornati al 18 aprile 2025. Exor N.V. è azionista di:
| Società                       | Capitale sociale | Diritti di voto |
| ----------------------------- | ---------------- | --------------- |
| Juventus Football Club S.p.A. | 65,3%            | 78,8%           |
| The Economist Group           | 34,7%            | 20,0%           |
| GEDI Gruppo Editoriale        | 100%             | 100%            |
| Stellantis N.V.               | 15,5%            | 24,0%           |
| CNH Industrial N.V.           | 26,9%            | 45,3%           |
| Ferrari N.V.                  | 19,5%            | 32,1%           |
| SHANG XIA                     | 82,3%            | 82,3%           |
| Welltec                       | 47,6%            | 47,6%           |
| Christian Louboutin           | 24%              | 24%             |
| Via Transportation            | 16,2%            | 19,0%           |
| Lifenet Healthcare            | 45,2%            | 45,2%           |
| Casavo                        | 11,8%            | 12,7%           |
| NUO                           | 49,7%            | 50%             |
| Institut Merieux              | 10,0%            | 5,3%            |
| Philips                       | 17,5%            | 17,8%           |
| TagEnergy                     | 14,2%            | 14,2%           |
| Clarivate                     | 9,7%             | 9,7%            |

### Investimenti finanziari
Inoltre, EXOR detiene azioni nelle seguenti aziende:
- Cameco
- Ocado
- Schlumberger[22]
- Faurecia

### Investor Days
Per aggiornare sull’andamento dei propri investimenti e condividere piani sugli sviluppi futuri Exor, a partire dal 2017, si incontra ogni due anni con la propria comunità di investitori e analisti nella giornata degli Investor Day.

### Partners Council
Il 24 maggio 2018 Exor ha istituito il Partners Council, presieduto dall'ex Cancelliere dello Scacchiere britannico George Osborne. Il Consiglio riunisce un gruppo di leader aziendali che forniscono ulteriore esperienza e consulenza esterna in Exor.
Il 27 settembre 2021 Jonathan Ive, ex Chief Design Officer di Apple, è entrato a far parte del Partners Council di Exor insieme all'annuncio di una collaborazione pluriennale con il suo collettivo creativo LoveFrom.

### Ventures
Nel 2017 è stata creata Exor Seeds, poi divenuta Exor Ventures, società di seed capital che realizza investimenti di tipo early e late stage, con un focus nei settori della mobility, della tecnofinanza e della salute.
Il 10 settembre 2021 Exor ha nominato Diego Piacentini, già primo commissario straordinario per l'attuazione dell'agenda digitale (2016-2018), come advisor Exor e presidente di Exor Seeds.
Il 29 marzo 2022 Exor Seeds ha annunciato il lancio del programma Italy Seeds, un’iniziativa volta a sostenere le startup italiane più promettenti, e ad aprile dello stesso anno di Vento, programma di venture building guidato da Diyala D'Aveni che nell'arco di tre anni ha finanziato oltre 100 startup, per la maggior parte attive nei settori della sanità, dello sviluppo tecnologico e dell'intelligenza artificiale.

## Consiglio di amministrazione

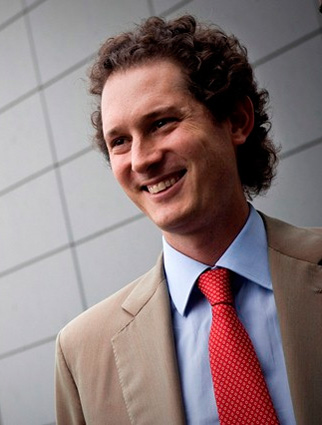
John Philip Elkann

Consiglio di amministrazione in carica al 31 maggio 2023:
- Nitin Nohria - Presidente
- John Philip Elkann - Amministratore delegato
- Melissa Bethell - Amministratore
- Marc Bolland - Amministratore
- Tiberto Ruy Brandolini D'Adda - Amministratore
- Laurence Debroux - Amministratore
- Axel Dumas - Amministratore
- Sandra Dembeck - Amministratore
- Ginevra Elkann - Amministratore
- Alessandro Nasi - Amministratore

## Operazioni recenti
PartnerRe
Nel 2016 Exor ha acquistato PartnerRe, uno dei più importanti gruppi riassicurativi internazionali che fornisce servizi a compagnie di assicurazione con un'offerta di 140 dollari per azione (6,9 miliardi di dollari in totale). L'offerta iniziale era di 130 dollari per azione e in risposta Axis Re offrì 120,31 per azione cartacea e 11,50 dollari in un dividendo di prechiusura.
Il 12 luglio 2022 Exor completa la vendita di PartnerRe a Covéa per un corrispettivo totale in contanti di 9,3 miliardi di dollari (circa 8,6 miliardi di euro).
The Economist
Il 12 agosto 2015, il direttore del settimanale ha annunciato che Exor acquisterà tre quinti delle azioni dell'Economist Group detenute da Pearson PLC. Exor deteneva quote dell'Economist Group prima di questo acquisto, con il quale raggiunge una partecipazione del 43,40%, per 405 milioni di euro. Pearson Plc, che possiede anche il Financial Times, deteneva una partecipazione non di controllo del 50% nell'Economist Group dal 1928. L'Economist Group riacquisterà i due quinti rimanenti delle azioni di Pearson.
Cushman & Wakefield
Il 2 settembre 2015 Exor ha concluso la vendita di Cushman & Wakefield a DTZ con sede a Chicago per 1,28 miliardi di dollari netti, generando una plusvalenza di 722 milioni di dollari per la società controllante della famiglia Agnelli.
Gedi Gruppo Editoriale
Il 2 dicembre 2019 viene ufficializzato l'avvio delle procedure per il passaggio delle quote di controllo di GEDI — tra i maggiori gruppi editoriali italiani, proprietario allora dei quotidiani la Repubblica, La Stampa e Il Secolo XIX, del settimanale L'Espresso, di una catena di giornali locali e di varie emittenti radiofoniche — dalla CIR della famiglia De Benedetti a Exor; la stessa "cassaforte" della famiglia Agnelli già vantava una piccola partecipazione azionaria (6%) in GEDI.
L'acquisizione è stata perfezionata nell'aprile 2020. Di conseguenza, Exor ha acquisito il controllo di GEDI e ha lanciato, tramite Giano Holding S.p.A., un'offerta pubblica di acquisto obbligatoria per l'acquisto della totalità delle azioni ordinarie del gruppo, conclusasi con successo il 10 agosto 2020. In pari data Borsa Italiana ha disposto il delisting delle azioni ordinarie di GEDI dal Mercato Telematico Azionario (MTA).
Stellantis
Nel dicembre 2019 Fiat Chrysler Automobiles e Groupe PSA hanno firmato un agreement volto alla fusione paritetica dei rispettivi gruppi, onde creare il quarto costruttore automobilistico al mondo in termini di volumi e il terzo in base al fatturato. Nel luglio 2020 viene ufficializzato Stellantis, nome del nuovo gruppo nascente.
Il 14 aprile 2021 Exor, Stellantis e la famiglia Peugeot hanno firmato un accordo di consultazione della durata di cinque anni con l'obbiettivo di rafforzare i legami tra le due famiglie azioniste, Agnelli e Peugeot, e assicurare il loro sostegno a Stellantis sul lungo periodo.
Via Transportation
Nell'aprile 2020 ha annunciato un investimento di 200 milioni di dollari per rilevare l'8,87% della società Via Transportation Inc. (su base fully diluted), specializzata in sistemi avanzati di mobilità pubblica.
Cowboy
Nell'agosto 2020 Exor Seeds ha partecipato al round di finanziamenti lanciato da Cowboy, startup di biciclette elettriche con sede a Bruxelles.
Shang Xia Group
Nel dicembre 2020 la holding annuncia un investimento di circa 80 milioni di euro nel gruppo cinese del lusso Shang Xia, di cui diventa primo azionista insieme a Hermès International. In un'intervista a La Stampa, John Elkann ha dichiarato che gli investimenti che il gruppo Exor ha fatto a marzo 2021 su Shiang Xia puntano a sviluppare, insieme a Hermès, una grande realtà del lusso cinese.
Christian Louboutin
Nel marzo 2021 Exor entra nella maison francese Christian Louboutin come socio di minoranza con il 24% del capitale e con un investimento di 541 milioni di euro.
Casavo
Nel marzo 2021 Exor Seeds partecipa come lead investor all'aumento di capitale di Casavo, startup prop-tech italiana che opera nel settore dell'instant buying immobiliare.
Nuo
Il 16 giugno 2021 Exor sigla un'intesa con World-Wide Investments Company Limited di Hong Kong, costituendo la newco Nuo Spa, al 50% di proprietà di Exor e al 50% di proprietà di WWICL, per favorire e valorizzare lo sviluppo globale delle medie imprese italiane che producono beni di consumo di alto livello come Ludovico Martelli e Montura.
MyTvs
Nell'agosto 2021 ha investito 40 milioni di euro per la startup indiana MyTvs, una piattaforma per la postvendita di auto.
Institut Mérieux
Il 1º luglio 2022 Exor acquisisce il 10% di Institut Mérieux, tramite un aumento di capitale riservato per 833 milioni di euro, per sostenere la crescita della società e fornire soluzioni innovative nel campo della salute pubblica.
TagEnergy
Il 19 giugno 2023, Exor ha annunciato la sua partnership con Impala nella joint holding TagHolding, azionista unico di TagEnergy, società operante nei settori delle rinnovabili e dello stoccaggio di energia.
Philips
Il 14 agosto 2023 Exor acquisisce il 15% di Philips, multinazionale del settore salute e tecnologia, con un'operazione dal valore di 2,6 miliardi di euro.
Clarivate
Il 4 marzo 2024 Exor acquisisce il 10,1% di Clarivate, azienda fornitore globale di dati, analisi, tecnologia e servizi specialistici in diversi settori.

## Azionariato
- Giovanni Agnelli B.V.:  55.07%[57]
- Harris Associates LP:4.09%
- Exor N.V.: 3,28%
- Baillie Gifford: 4.92%
- Vanguard Group: 3.59%
- Altri azionisti: 29,05%

## Dati finanziari
| Anno            | 2009    | 2010    | 2011    | 2012    | 2013    | 2014    | 2015    | 2016    | 2017    | 2018    | 2019    | 2020    | 2021*  | 2022   | 2023   | 2024   |
| --------------- | ------- | ------- | ------- | ------- | ------- | ------- | ------- | ------- | ------- | ------- | ------- | ------- | ------ | ------ | ------ | ------ |
| Totale ricavi   | 52,520  | 58,985  | 84,359  | 110,671 | 113,740 | 122,246 | 136,360 | 140,068 | 138,226 | 143,294 | 143,755 | 119,519 | 33,617 | 41,844 | 44,742 | -      |
| Risultato netto | -0,997  | 0,571   | 2,229   | 2,377   | 4,427   | 1,276   | 0,343   | 2,314   | 4,646   | 5,416   | 8,915   | -30,0   | 1,717  | 4,227  | 2,898  | -      |
| Totale attivo   | 71,804  | 78,707  | 123,030 | 125,762 | 132,680 | 150,509 | 156,895 | 176,528 | 163,775 | 166,275 | 172,611 | 172,945 | 91,111 | 83,699 | 94,779 | 42,460 |
| Dipendenti      | 190 651 | 196 723 | 195 404 | 287 343 | 305 963 | 318 562 | 303 247 | 302 562 | 265 017 | 272 170 | 268 979 | 263 284 | 74,353 | 80,932 | 83,773 | -      |

*Regolato a seguito della classificazione del gruppo FCA e del gruppo PartnerRe come operazione dismessa. 
Totale Ricavi
Risultato Netto
Totale Attivo
Dipendenti

## Presidenti
- John Elkann (2009-2022)
- Ajay Banga (2022-2023)
- Nitin Nohria (2023-presente)